# Газовщик (фильм, 2019)
«Газовщик» — немецкий драматический фильм режиссёра Арне Кёрнера, премьера которого состоялась в октябре 2019 года на Международном дне кино в Хофере. В широкий прокат фильм вышел 22 июля 2021 года.

## Сюжет
Разведённому, погрязшему в долгах и ждущего большого успеха в своей карьере театральному актёру, занимающемуся самосаботажем, предлагают роль нациста, который охотится на евреев с помощью передвижной газовой камеры.

## В ролях
- Рафаэль Стаховяк[нем.] — Бернд
- Дитрих Кульбродт[нем.] — Ули
- Александр Мербет[нем.] — Марк
- Асад Шварц[нем.] — Йон
- Кристоф Ван Бовен[нем.] — Матис
- Петер Отт[нем.] — Франк Винтерс
- Янне Юргенсен[нем.] — Йоахим
- Анника Пайман[нем.] — бывшая жена Бернда

## Производство
Продюсерами фильма выступили компании Against Reality Pictures, Belvedere и Kronos Media. Режиссером стал Арне Кёрнер, который также был соавтором сценария к фильму. Картина «Газовщик» стала его вторым по счёту полнометражным фильмом.
Съемки фильма длились 44 дня (с сентября 2017 года по январь 2018) в Гамбурге и Вендланде. В качестве операторов выступили Мартин Принот и Макс Сингер.

## Премьера
Премьерный показ фильма состоялся в октябре 2019 года на Международном дне кино в Хофере. В ноябре 2019 года он был показан на Каирском международном кинофестивале. Показ фильма в Германии состоялся 22 июля 2021 года.

## Критика
Ола Сальва опубликовала  обзор на фильм на онлайн-портале о кино Cineuropa. В нём она заявила, что «ироничный фильм о совершеннолетии режиссёра Арне Кёрнера полон чёрного юмора и имеет печальный, если не удручающий оттенок и вращается вокруг главного героя, который не хочет взрослеть». По её словам «Бернд — антигерой, которому трудно понять, чего он хочет от жизни, что делает сюжет фильма и развитие дальнейшей судьбы персонажа интригующими для зрителя». Также она заявила, что «очень приятно смотреть фильм о человеке, который, как кажется, не хочет выходить из своей зоны комфорта» и добавила, что «Рафаэль Стаховяк исполняет свою роль с таким внутренним холодом и теплом одновременно, что невольно хочется сопереживать ему».

## Награды и номинации
В 2019 году фильм был номинирован на премию Каирского международного кинофестиваля. 